# 山口銀行
山口銀行（日语：山口銀行）是日本一家以山口縣為據點的地方銀行，總部位於下關市。該行為山口金融控股集團（日语：山口フィナンシャルグループ，YMFG）的核心子公司之一，主要從事存放款、企業融資、外匯、資產管理等傳統銀行業務，並在山口縣內擁有廣泛的分行網絡。
山口銀行創立於1878年，前身為「百十銀行」（百十国立銀行），是日本最早期的地方銀行之一。自2006年起，該行與旗下的北九州銀行、紅葉銀行等共同納入山口金融控股集團體系，進一步強化其在中國地區與北九州地區的市場佈局。
截至2024年，山口銀行連結總資產達12兆5,000億日圓，員工數超過3,700人，為山口縣內最大的金融機構，亦為西日本地區代表性地方銀行之一。

## 歷史
山口銀行的歷史可追溯至1878年（明治11年），當時以「百十國立銀行」名義於日本山口縣下關市創立，為當地第一批國立銀行之一，主要支援山口縣與九州北部地區的貿易與金融活動。
在1945年戰後金融重組期間，該行重整為現今名稱「山口銀行」，並逐步將業務從山口縣擴展至北九州、廣島、島根與福岡等鄰近地區。
進入21世紀後，山口銀行於2006年10月與旗下的紅葉銀行（位於廣島）共同成立金融控股公司「山口金融控股集團」（日语：山口フィナンシャルグループ，簡稱YMFG），成為該集團的核心子公司。
為進一步拓展北九州市場，YMFG於2011年創立新品牌「北九州銀行」，並由山口銀行負責出資與支援系統營運。此舉形成「山口－廣島－福岡」三地佈局，鞏固集團於中國地方及北九州的地區金融地位。
在近年來，山口銀行積極推進數位化轉型與永續金融政策，並於韓國、香港與中國上海設立海外據點，支援企業跨境融資與地區經濟連結。

## 業務概況
山口銀行作為地區性地方銀行，提供多元金融產品與服務，涵蓋個人與法人客戶：

### 預金與儲蓄業務
- 提供普通預金、定期預金等多樣選項，支援結合迷你貸款機能的綜合口座（綜合存款帳戶）服務。[7]

### 貸款與融資服務
- 個人貸款項目包括房屋貸款、車貸、教育貸款及自由用途（卡貸、綜合貸款）等。
- 企業客戶可申請經營資金貸款、設備融資、代金回收（口座轉帳）、供應鏈融資、風險對沖等。

### 資產運用與保險
- 推出投資信託、外幣存款、國債及NISA等投資渠道；同時合作提供生命保險、損害保險與確定拠出年金等產品。

### 數位與便利化服務
- 開設智能手機與網路銀行平台，支援電子契約、ATM優惠、貸款申請與帳戶管理等。

### 法人與企業服務
- 針對法人提供資金調度、風險控管、網銀、自動轉帳、數位商務辦理、電子契約及海外結算等企業級金融服務。

## 據點分佈

### 日本境內分行
山口銀行在日本國內設有多個分行與支店，遍佈包括本店所在地的下關市及山口縣內多個城市，同時於大都市圈提供外匯及貸款箱等服務方便海外交流與企業往來：
- 本店總行（下關市竹崎町）—主要營運據點
- 東京支店（日本橋本石町）：具備外匯業務與貸款箱服務[8]
- 豐洲支店（東京都江東區）：提供相同服務 [9]
- 大阪支店（大阪市北區中之島）：具備外匯業務與保管箱處理
- 神戶支店（兵庫縣神戶市中央區）：外匯及貸款箱服務
- 名古屋支店（愛知縣名古屋市中區）：外匯及保管箱處理

此外，山口銀行於山口縣内部及鄰近中國地方設有密集網絡，包括但不限於下關、宇部、防府、山口市、岩國等。

### 日本海外據點
山口銀行於亞洲重點城市設立海外代表或分支機構，服務大型企業跨境需求、提供貿易及外匯支援：
- 釜山分行（韓國）：辦理跨境企業匯款與 SWIFT 服務，SWIFT 編碼 YMBKKR2P[10][11]
- 其他亞洲城市（如上海、香港）：根據官方簡介，設有海外據點但僅限企業客戶與聯絡處 。

## 圖片

山口銀行標誌（官方標準LOGO）
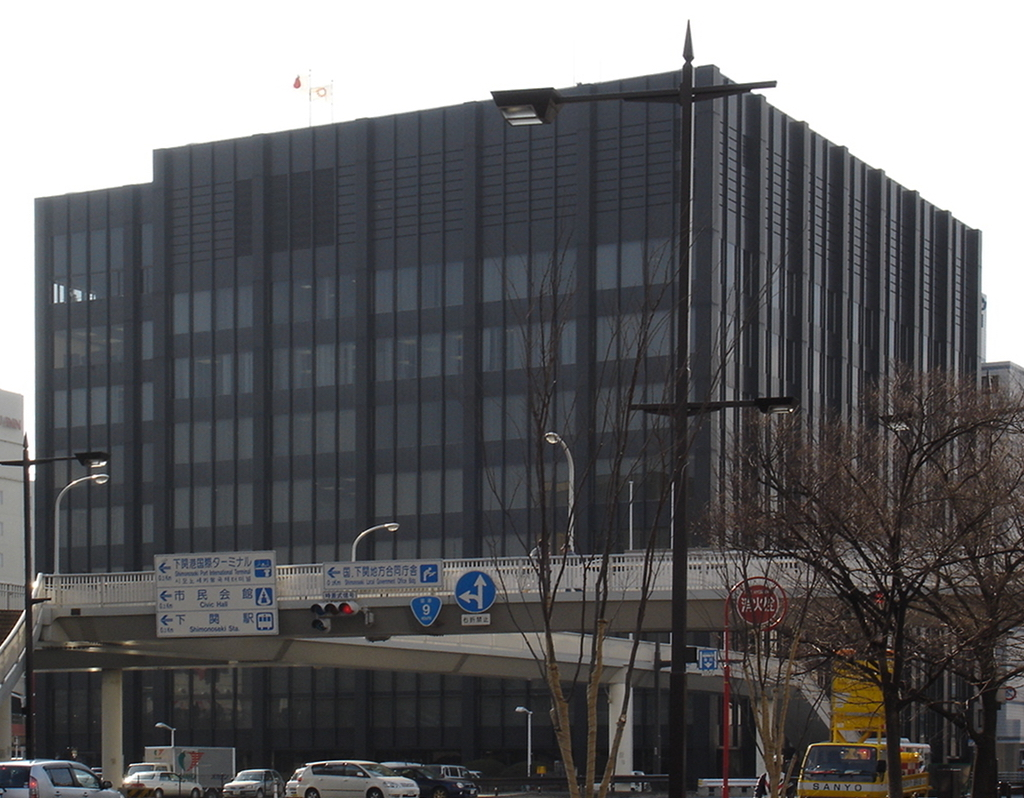
山口銀行總行大樓（位於山口縣下關市，攝於2006年）
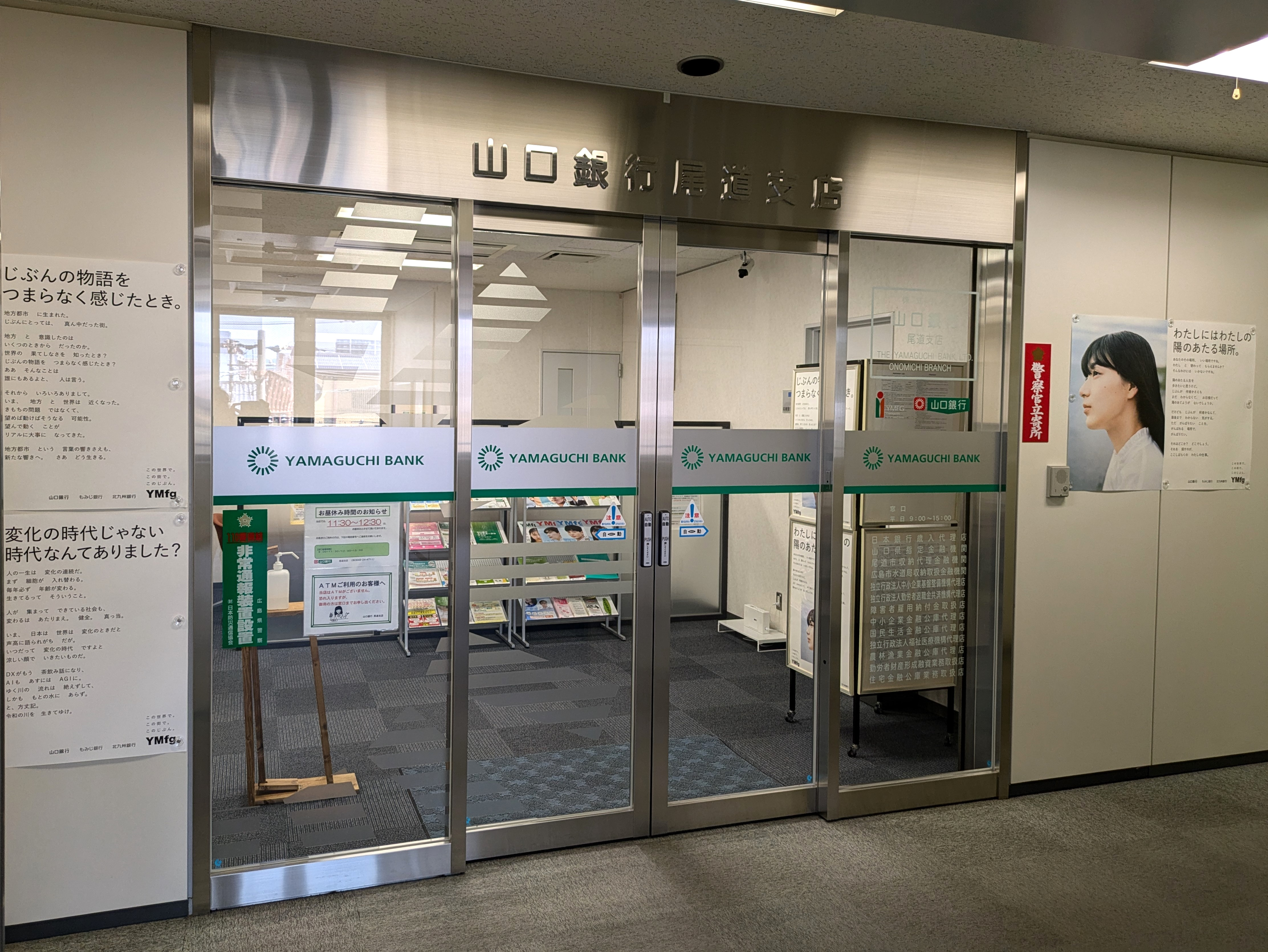
山口銀行尾道支行（廣島縣尾道市）
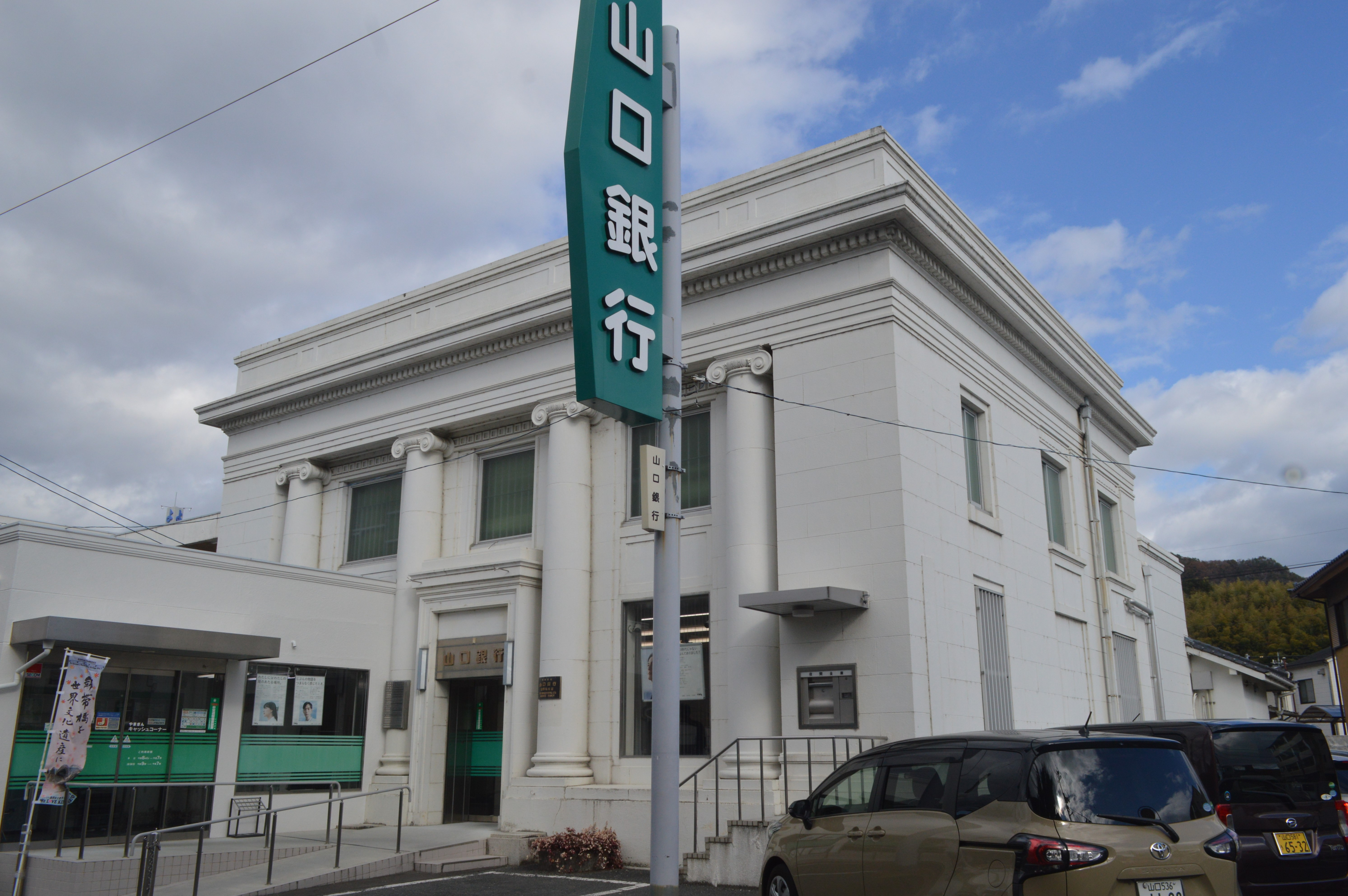
山口銀行錦帶橋分行（山口縣岩國市岩國二丁目17番25號）
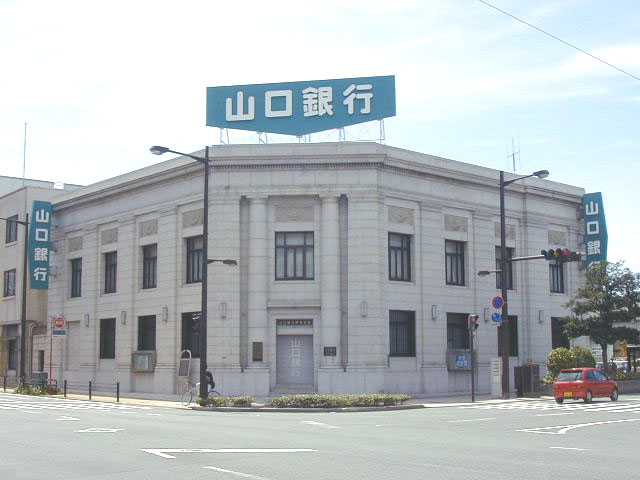
山口銀行門司支行（福岡縣北九州市門司區）

## 事件

### 2013年前行員盜領事件（新下關站前支店）
2013年9月13日，銀行公布其新下關站前支店的一名30多歲男性前行員，被發現自2009年12月起至2023年4月期間，透過非正常管道從客戶帳戶盜領合計1,350萬日圓。此行員已被懲戒解雇，銀行隨後完成全額賠償，並通報監督官署與警方處理。

### 2023年員工盜領事件
2023年9月25日，山口銀行公告指出，其田布施支店的一名30歲前行員涉嫌在2022年8月至2023年5月期間，透過不依規定的方式侵吞客戶資金，共計涉及金額1,722萬日圓，用途包括個人娛樂與償還借款等。此事件經客戶檢舉後由銀行展開調查並公開說明，反映內部監督機制的漏洞。

### 2024年DX推動與企業支援
2024年6月28日，山口金融控股集團及其數位轉型顧問子公司 Data‑Cubic （DQ）與當地中小企業進行合作，透過商工會議所辦公的交流與輔導，已支援超過800家企業進行數位化轉型與銀行服務整合，強化地區金融與產業鏈的數位升級基礎。